# György Csányi
György Csányi (* 7. März 1922 in Budapest; † 13. Dezember 1978 ebenda) war ein ungarischer Leichtathlet, der sich auf den 100-Meter-Lauf spezialisiert hatte und international vor allem als Staffelläufer erfolgreich war.
Csányi belegte bei den Olympischen Spielen 1948 in London mit der ungarischen 4-mal-100-Meter-Staffel den vierten Platz. Im 100-Meter-Lauf schied er dagegen bereits in der Vorrunde aus. Bei den Olympischen Spielen 1952 in Helsinki gewann die ungarische Staffel in der Aufstellung László Zarándi, Géza Varasdi, György Csányi und Béla Goldoványi die Bronzemedaille hinter der US-amerikanischen und der sowjetischen Mannschaft. Über 100 Meter erreichte Csányi dieses Mal die Viertelfinalrunde.
Bei den Leichtathletik-Europameisterschaften 1954 in Bern gelang ihm der Titelgewinn in der 4-mal-100-Meter-Staffel. Die ungarische Mannschaft stellte in der Olympiabesetzung von 1952 mit einer Zeit von 40,6 Sekunden einen Meisterschaftsrekord auf und verwies die britische und die sowjetische Staffel auf die Plätze. Csányi startete bei seiner dritten Olympiateilnahme 1956 in Melbourne noch einmal mit der ungarischen Staffel, die allerdings im Halbfinale ausschied.